# Maximiliano de Austria (obispo)
Maximiliano de Austria (Jaén, 13 de noviembre de 1555 – Santiago de Compostela, 1 de julio de 1614) fue un religioso español perteneciente a la Casa de Austria que ocupó los cargos de abad de Alcalá la Real, obispo de Cádiz (1596-1601), obispo de Segovia (1601-1603) y arzobispo de Santiago de Compostela (1603-1614).

## Biografía

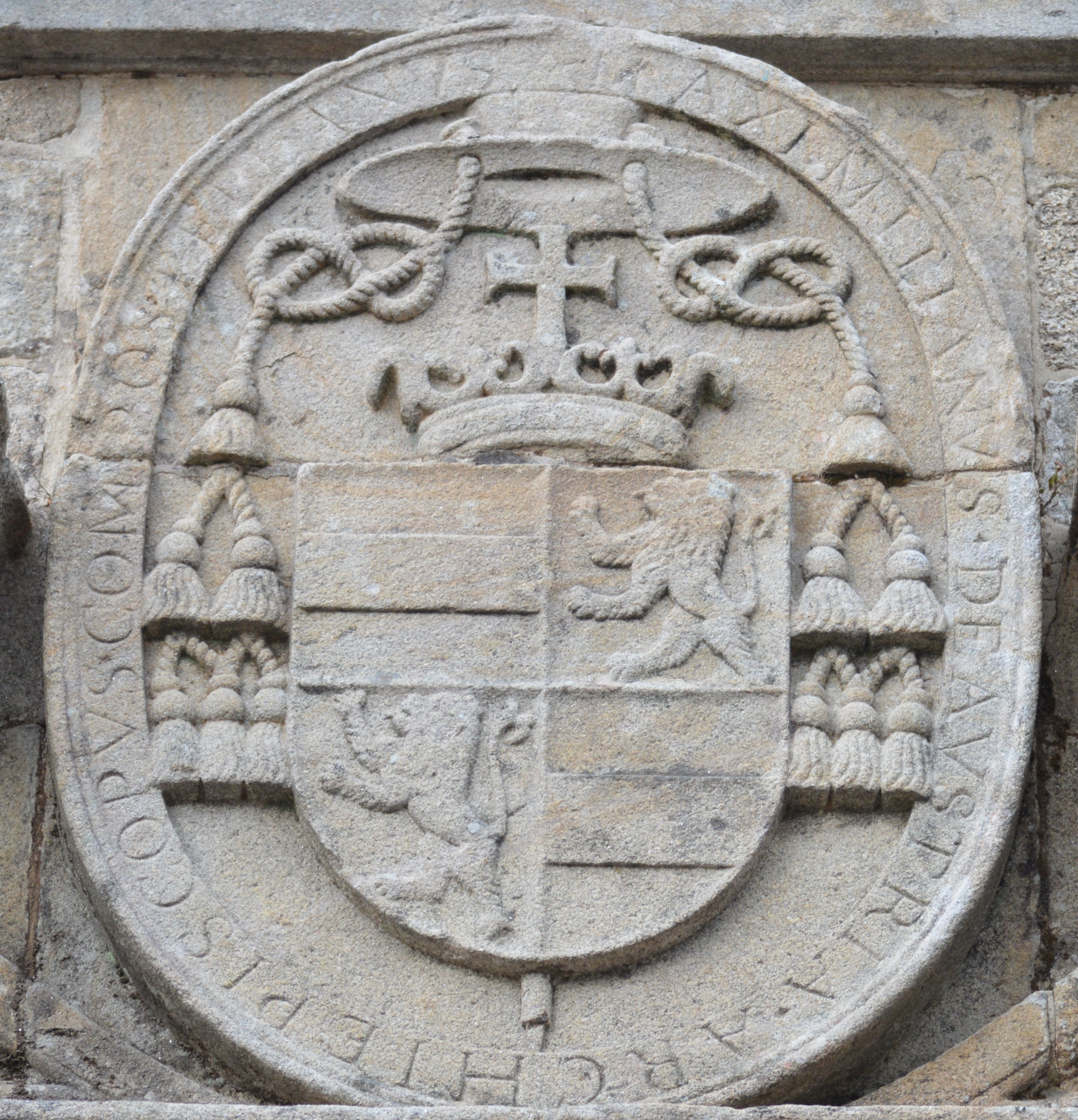
Escudo del Arzobispo Maximiliano de Austria

Nacido en Jaén en el año 1555, fue hijo natural de Catalina de Aspert y Leopoldo de Austria (rector de Salamanca y obispo de Córdoba), que a su vez era también hijo ilegítimo (del Emperador Maximiliano I de Habsburgo); por lo que Maximiliano estaba emparentado con los reyes de España (sobrino de Felipe "el hermoso"-ya fallecido al nacer él-, primo de Carlos I y tío segundo de Felipe II).
Fue bautizado en la desaparecida parroquia de San Lorenzo de la ciudad de Jaén, donde se anota que se bautiza a MAXIMILIANO, de padres no conocidos, cuyos compadres fueron Francisco Beltrán y su mujer. Hay una nota al margen que dice: "El susodicho fue consagrado en Jaén por Arzobispo de S. Tiago de Galizia"
Estudió en la Universidad de Alcalá de Henares. En 1583 fue nombrado abad de Alcalá la Real, y en 1596 promovido por Felipe II como obispo de Cádiz en sucesión a Antonio Zapata y Cisneros, donde facilitó importantes limosnas a los damnificados de la toma y saqueo de Cádiz de 1596. Fue trasladado a la Diócesis de Segovia, tomando posesión de la misma el 8 de febrero de 1602. Durante su gobierno falleció en el convento de las Descalzas Reales de Madrid la infanta doña María de Austria y Avis, por quien el nuevo obispo celebró exequias en la catedral de Segovia. Abandonó la diócesis cuando fue trasladado a la de Santiago de Compostela, donde finalmente falleció a principios de 1614.
| Predecesor: Antonio Zapata y Cisneros        | Obispo de Cádiz 1596-1601                     | Sucesor: Gómez Suárez de Figueroa        |
| Predecesor: Andrés Pacheco                   | Obispo de Segovia 1601-1603                   | Sucesor: Pedro de Castro y Nero          |
| Predecesor: Juan de Sanclemente y Torquemada | Arzobispo de Santiago de Compostela 1603-1614 | Sucesor: Juan Beltrán Guevara y Figueroa |